# Skalborg
Skalborg es un suburbio situado en la parte sur de la ciudad danesa de Aalborg, en la región de Jutlandia Septentrional.

## Historia
El suburbio de Skalborg surgió al sur de Aalborg. Lo hizo alrededor de varias viviendas aisladas situadas junto al cruce de las carreteras Nibevej y Hobrovej (la carretera regional n.º 187 que comunica Aalborg con Aarhus). Pronto se estableció una estación de ferrocarril que ayudó al crecimiento del barrio y durante las décadas de 1960 y 1970 experimentó un notable crecimiento con la construcción de viviendas unifamiliares. Este aumento de población propició la construcción de una iglesia en 1970 la cual se diseñó con un estilo arquitectónico moderno.
El barrio creció primero en dirección norte, hacia el centro de Aalborg y posteriormente en dirección sur. A partir de mediados de los años 1980 se instalaron en él establecimientos comerciales y de negocios incluyendo centros comerciales.

## Geografía
Skalborg se sitúa en la parte sur de Aalborg, junto a la carretera de salida de la ciudad. Los barrios y localidades vecinas son las siguientes:
| Noroeste: Hasseris           | Norte: Hasseris              | Noreste: Vejgaard     |
| Oeste: Frejlev               |                              | Este: Dall Villaby    |
| Suroeste: Frejlev; Svenstrup | Sur: Dall Villaby; Svenstrup | Sureste: Dall Villaby |

El barrio se articula en torno a la carretera regional n.º 180 que fue la principal salida hacia el sur desde Aalborg hasta la construcción de la autopista E45 que transita paralela más hacia el este. Entre esta y el área construida discurre el río Østerå.

## Comunicaciones

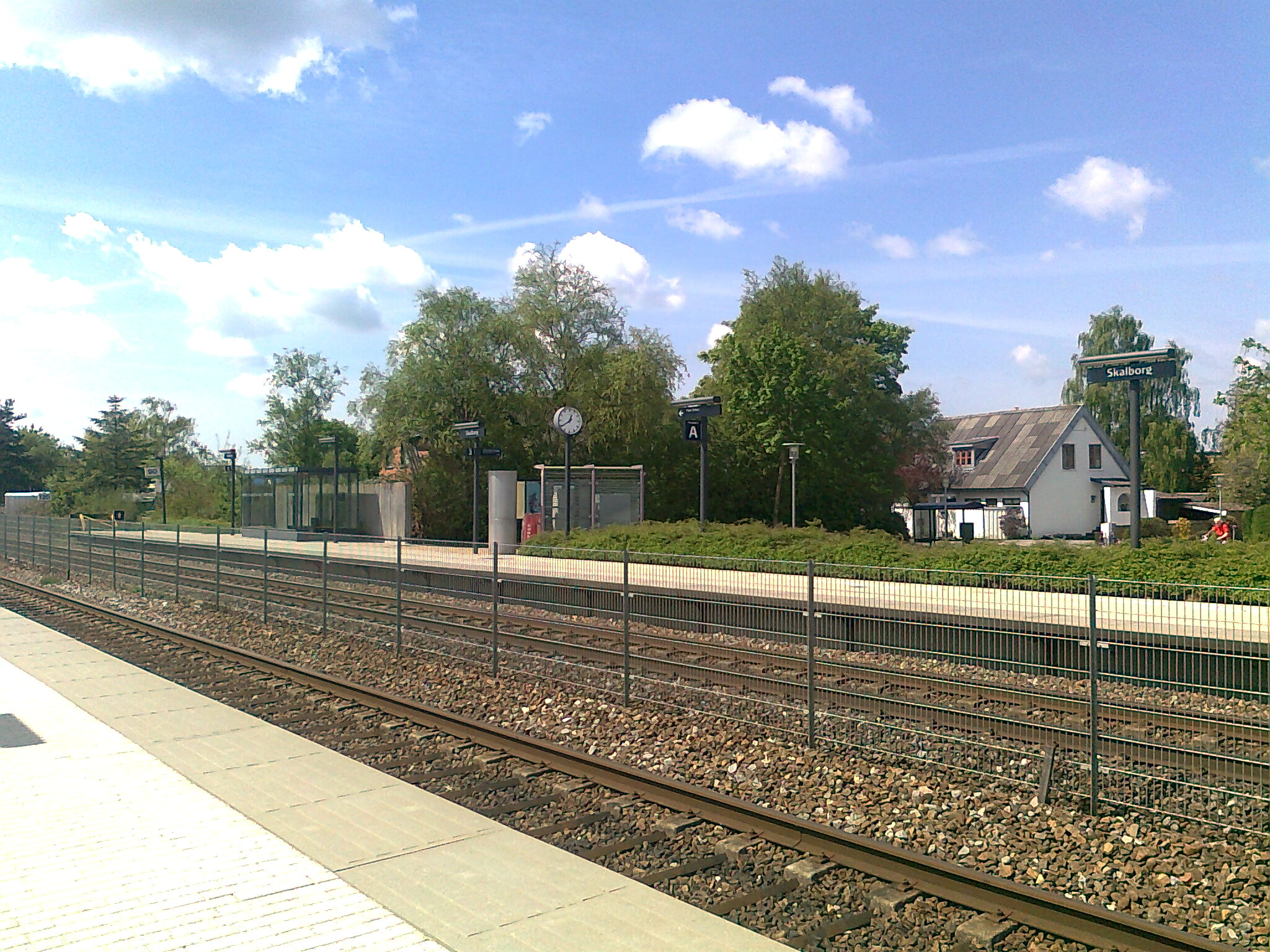
Apeadero ferroviario de Skalborg.

La principal vía de acceso al centro de Alborg es la citada carretera (motortrafikvej) 180 que también la comunica con Svenstrup. Hacia el oeste transitan las carreteras Nibevej y Ny Nibevej que llegan hasta Nibe.
Cuenta con una estación de tren, cuya línea parte desde la estación central hasta el sur de la península de Jutlandia. Permitiendo viajar al centro de la ciudad.
El aeropuerto de Aalborg está situado a 18 km de distancia.

## Demografía
A 1 de enero de 2017 vivían en el barrio 6.482 personas, lo que suponía el 6 % de la población de Aalborg, ciudad.

## Economía y servicios
En el barrio se encuentran instalados un buen número de comercios y empresas. Destacan un centro comercial denominado Aalborg Storecenter y un almacén de la multinacional IKEA. También hay una fábrica de productos de hormigón y un almacén logístico de la cadena de supermercados Coop.
Sin embargo, este barrio no cuenta con muchos establecimientos hoteleros, ya que estos se sitúan más bien en el centro de Aalborg. Si existen, en cambio, de restauración, principalmente del tipo familiar y de comida rápida.

## Educación y deportes
Dentro del barrio y en sus inmediaciones existen centros educativos que abarcan desde la educación primaria hasta el bachillerato.
En el ámbito deportivo, son conocidas sus pistas de fútbol al aire libre donde acuden a entrenar aficionados de toda la ciudad. Además de estas, se encuentran instalaciones para la práctica del bádminton, tenis de mesa, balonmano, y natación.
Al noreste del barrio se sitúa el parque Østerådalen Hundeskov junto a una laguna que forma el río  Østerå